# ۵۶۸ (قمری)
۵۶۸ (قمری)، پانصد و شصت و هشتمین سال در گاهشماری هجری قمری است. اول محرم این سال برابر با سی‌ام اوت سال ۱۱۷۲ میلادی است.